# Wallworkoppia cervifer
Wallworkoppia cervifer är en kvalsterart som först beskrevs av Sandór Mahunka 1983.  Wallworkoppia cervifer ingår i släktet Wallworkoppia och familjen Oppiidae. Inga underarter finns listade i Catalogue of Life.